# Kota Titik
Kota Titik is een bestuurslaag in het regentschap Bengkulu Tengah van de provincie Bengkulu, Indonesië. Kota Titik telt 403 inwoners (volkstelling 2010).